# 雅克·艾里廷
雅克·艾里廷（Jacco Eltingh，1970年8月29日—），是一位已退役的荷蘭網球運動員，在其職業生涯奪得6個大滿貫男雙冠軍，5個與同胞保羅·哈休斯搭擋、1個與瑞典雙打名將約納斯·比約克曼搭擋，現已退役。

## 外部連結
- 雅克·艾里廷（英文/西班牙文）的官方資料
- 雅克·艾里廷的國際網球總會 職業／青少年 官方資料（英文）
- 雅克·艾里廷的官方資料（英文）